# Rudolf Seeliger
Rudolf Karl Hans Seeliger, nemški fizik, * 12. november 1886, Bogenhausen pri Münchnu, † 20. januar 1965, Greifswald.
Seeliger je največ deloval na področju električnih razelektritev v plinih in plazemski fiziki.

## Življenje in delo
Seeliger je bil sin astronoma Huga von Seelingerja.
Končal je realno gimnazijo v Münchnu. Od leta 1906 do 1909 je študiral fiziko in matematiko na Univerzi v Tübingenu in Heidelbergu. Nato je bil Sommerfeldov študent na Univerzi v Münchnu kjer je doktoriral leta 1910.
Tema njegove nagrajene disertacije fizika električnih tokov v gostem plinu je postala njegovo življenjsko področje raziskovanj.  Študij je nadaljeval od leta 1910 v Würzburgu, kjer je bil njegov mentor Wien zaposlen kot zasebni asistent. Seeliger je nato podoktorsko raziskoval na istem področju v Fizikalno-tehniški državni ustanovi (PTR) v Berlinu. Leta 1915 je bil tudi privatni docent na Univerzi v Berlinu.
Leta 1918 ga je poklical Stark, tedanji predstojnik Fizikalnega inštituta na Univerzi v Greifswaldu, da bi zavzel mesto ekstraordinarija za teoretično fiziko na tamkajšnji univerzi. V letu 1940 je postal predstojnik tega inštituta, leta 1955 ga je nasledil Schallreuter. Schallreuter je bil tudi soavtor s Seeligerjem zbirke fizikalnih učbenikov. Med letoma 1946 in 1948 je bil Seeliger rektor Univerze v Greifswaldu. Leta 1955 se je upokojil.
V sodelovanju z Gehrckejem na PTR je Seeliger nadaljeval svoje raziskave o električnih razelektritvah v plinih. Pomladi leta 1912 sta dognala, da se valovna dolžina svetlobe iz katodnih žarkov (elektronskih snopov), ki potuje skozi pline, kot sta na primer dušik ali hlapi živega srebra, podaljšajo, hitrost katodnih žarkov pa zmanjša, kakor tudi njihova energija. Te rezultate prek preskusov v letih 1912 in 1913 sta pojasnila in potolmačila Franck in Gustav Hertz, nečak Heinricha Hertza (Franck-Hertzev poskus). Za svoje odkritje zakonov o trku elektrona z atomom sta Franck in Gustav Hertz leta 1925 prejela Nobelovo nagrado za fiziko.
Leta 1946 je Paul Schulz ustanovil Raziskovalno središče za fiziko plinskih razelektritev (Forschungsstelle für Gasentladungsphysik) pri Akademiji znanosti. Ko je leta 1949 odšel, je Seeliger postal direktor. Leta so središče preimenovali v Inštitut za fiziko plinskih razelektritev (Institut für Gasentladungsphysik). Leta 1969 so inštitut priključili v Osrednji inštitut za elektronsko fiziko (Zentralinstitut für Elektronenphysik). 31. decembra 1991 so Inštitut za fiziko plinskih razelektritev razpustili in ga naslednji dan ponovno odprili kot Inštitut za nizkotemperaturno in plazemsko fiziko (Institut für Niedertemperatur-Plasmaphysik e.V.). Postal je del Leibnizovega znanstvenega združenja.
Seeliger je leta 1921 napisal članek »Elektronska teorija kovin« v Kleinovi Enciklopediji matematičnih znanosti (Encyklopädie der mathematischen Wissenschaften, EMW). Bil je tudi urednik znanega učbenika fizike Ernsta Grimsehla.
Seeliger je bil član Nemške akademije znanosti v Berlinu.  Leta 1950 je prejel nacionalno nagrado za fiziko NDR. Leta 1956 je prejel domovinski red zaslug v srebru.

## Izbrana dela

### Knjige
- Rudolf Seeliger Einführung in die Physik der Gasentladungen (Barth, 1927)
- Rudolf Seeliger, Geog Mierdel Allgemeine Eigenschaften der selbständigen Entladungen, die Bogenentladung (Akademische Verlagsgesellschaft m. b. h., 1929)
- Rudolf Seeliger Angewandte Atomphysik; eine Einführung in die theoretischen Grundlagen (Springer, 1938 and 1944)
- Rudolf Seeliger Die Grundbeziehungen der neuen Physik (Barth, 1948)
- Carl Ernst Heinrich Grimsehl, Walter Schallreuter, Rudolf Seeliger Lehrbuch der Physik. Bd. 1. Mechanik, Wärmelehre, Akustik (Teubner, 1951, 1954, 1955, 1957, 1962, and 1971)
- Carl Ernst Heinrich Grimsehl, Walter Schallreuter, Rudolf Seeliger Lehrbuch der Physik. Bd. 2. Elektromagnetisches Feld  (Teubner, 1951, 1954, 1959, 1961, 1963, and 1967)
- Carl Ernst Heinrich Grimsehl, Walter Schallreuter, Rudolf Seeliger Lehrbuch der Physik. Bd. 3. Optik (Teubner, 1952, 1955, 1962, and 1969)
- Carl Ernst Heinrich Grimsehl, Walter Schallreuter, Rudolf Seeliger Lehrbuch der Physik. Bd. 4. Struktur der Materie (Teubner, 1959 and 1968)